# Camilla Wiese

Camilla Wiese (Bergen 1845-1938) was een Noors zangeres en toneelspeelster. Haar stembereik was mezzosopraan.
Ze kreeg een staatstoelage om een opleiding te krijgen bij Pauline Viardot-Garcia in Parijs.
Ze gaf een eerste optreden op 14 januari 1873 met Edvard Grieg, Edmund Neupert en Nina Grieg Ze maakte haar Stockholmse debuut op 28 mei 1873 met haar rol van Nancy in Martha. Ze zong voorts de rol van Pierotto in Linda di Chamounix van Gaetano Donizetti. In 1874 maakte ze deel uit van de opera-afdeling van het Christiania Theater en daarbij maakte indruk als Hewdig in Wilhelm Tell. Doordat ze veel in theaters optrad kwam haar operacarrière in het gedrang, maar toch maakte ze nog enige furore in opera’s van Giuseppe Verdi, Ludwig van Beethoven en zelfs Richard Wagner (in 1876, herderin in Tannhäuser). Ze speelde onder meer in Peer Gynt van Henrik Ibsen (seizoen 1876-1877) Naast optredens in theater en opera zong ze af en toe ook liederen. Ze gaf tussen 1888 en 1892 een aantal concerten met Agathe Backer-Grøndahl. Op 17 december 1892 zong ze met de voorloper van het Bergen filharmoniske orkester onder leiding van George Washington Magnus Dyvekes sange van Peter Heise.
Vanaf 1900 was ze voornamelijk bekend als zangdocente. Borghild Thomsen en Anne Severine Lindeman waren leerlingen van haar.  